# 송건호
송건호(宋建鎬, 1927년 9월 27일 ~ 2001년 12월 21일)는 대한민국의 언론인 겸 저술가이다. 호는 청암(靑巖).1960~1970년대 언론인으로서 민주화 투쟁에 이바지 하였고 1988년 한겨레신문 창간에 참여하여 초대 대표이사를 지내다 사장 재직시절 성유보 편집국장과 한겨레신문의 기틀을 만들었다.

## 생애
본관은 은진(恩津), 출신지는 충청북도 옥천군(沃川郡) 군북면(郡北面)이며, 1956년 서울대학교 법과대학 행정학과를 나왔다.
대학 재학(1955년) 시절부터 대한통신의 기자생활을 시작한 이래 1950년대에는 조선일보와 동아일보 등의 수많은 언론사의 기자와 논설위원을 역임하고 1974년 동아일보 편집국장에 취임하였다. 1975년 동아일보의 정론직필을 못마땅하게 여긴 유신체제는 광고주들을 압박하여 동아일보의 광고를 중단하였고(백지광고사태), 신문의 광고를 재개하기 위해 사주측이 문제 기자들을 해직하자 그는 이에 책임을 느끼고 사직하였다. 이후 《씨알의 소리》편집위원을 맡고 각종 저술활동과 민주화운동에 종사했다. 1980년 김대중 내란음모사건으로 체포되어 2년형을 선고받았으나 그해 풀려났다. 1984년 해직기자들을 모아 민주언론운동협의회를 결성하고 기관지인 월간《말》을 발행하였다. 월간《말》은 군사독재 통제하의 언론사들과는 달리 당시 진행되고 있던 민주화운동을 왜곡없이 보도했다. 또한 독재정권의 언론통제를 적나라하게 드러냈던, 이른바 보도지침을 폭로하여 민주화에 큰 기여를 하였다.
1988년 독재치하 제도권 언론의 한계를 느낀 민주인사들과 국민들이 6월 항쟁 이후 새로운 언론의 필요성을 느끼고 국민주로 자금을 모아 한겨레신문을 창간하자 그는 사장과 회장을 맡았다. 1990년부터 고문후유증으로 생긴 파킨슨병이 발병하여 활동이 뜸해졌고 수년간 투병하다 2001년 사망했다.
언론인으로뿐만 아니라 저술가로서도 많은 저작을 남겼고, 1991년 제7회 언론상, 1994년에는 호암상을, 1999년에는 금관문화훈장을 수상하였다. 사후 국민훈장 무궁화장이 추서되었다

## 주요 저서
- 《민족지성의 탐구》(창작과비평사, 1975)
- 《현실과 이상》(정우사, 1979)
- 《민중과 민족》(명진사, 1979)
- 《서재필과 이승만》 (정우사, 1980)
- 《한국민족주의의 탐구》(한길사, 1984)
- 《한국현대인물사론》(한길사, 1984)
- 《의열단》(창비, 1985)
- 《한국현대사》(두레, 1986)
- 《분단과 민족》(지식산업사, 1986)
- 《해방전후사의 인식》(공저, 한길사, 1989-90)
- 《드골: 프랑스의 영광》(탐구당, 1992)
- 《한국언론 바로보기 100년》(공저, 다섯수레, 2000)

## 상훈
- 1991년 제7회 언론상
- 1994년 삼성 호암상
- 1999년 금관문화훈장
- 2002년 국민훈장 무궁화장 추서

## 추모
- 2001년 송건호 기념 '청암언론문화재단' 설립
- 2001년 송건호언론상 제정